# Podocarpus guatemalensis
Podocarpus guatemalensis là một loài thực vật hạt trần trong họ Thông tre. Loài này được Standl. miêu tả khoa học đầu tiên năm 1924.